# Боволоне
Боволоне (итал. Bovolone) је насеље у Италији у округу Верона, региону Венето.
Према процени из 2011. у насељу је живело 14036 становника. Насеље се налази на надморској висини од 23 м.

## Становништво
| 1931. | 1936. | 1951. | 1961. | 1971.  | 1981.  | 1991.  | 2001.  | 2011.  |
| ----- | ----- | ----- | ----- | ------ | ------ | ------ | ------ | ------ |
| 6.234 | 6.520 | 7.601 | 9.085 | 11.467 | 12.755 | 12.953 | 13.426 | 15.874 |

## Партнерски градови
- Штадекен-Елсхајм
- Синаи